# Гриот
Гриоти, наричани също джели, са странстващи певци и поети в Западна Африка, считани за съхранители на устното фолклорно творчество. Аналогични са на европейските бардове.
Живеят в затворени общества, като гриот може да бъде само човек, на когото и двамата родители са такива.
Населяват почти всички западноафрикански държави, най-вече Сенегал, Мали, Гамбия, Буркина Фасо, Нигер, Кот д'Ивоар, Гана и Гвинея, а в по-малка степен - Етиопия, Нигерия, Мавритания и Западна Сахара.
По-известни гриоти са Али Фарка Туре, Баба Сисоко, Тумани Диабате и Дими Минт Аба.